# CD48
CD48 (антиген CD48) — мембранный белок, который у человека кодируется геном CD48. CD48 относится к подсемейству CD2 иммуноглобулинового суперсемейства и является лигандом иммунорецепторов CD84, CD150, CD229 и CD244. Этот белок присутствует на поверхности некоторых гемопоэтических клеток, в частности B-лимфобластов. CD48 принимает участие в реакциях врождённого иммунитета и аллергического воспаления.

## Распространение
CD48 присутствует на поверхности B- и T-лимфоцитов, натуральных киллеров, дендритных клеток, моноцитов, нейтрофилов, тучных клеток, эозинофилов и клеток эндотелия. Определённые стимулы, такие как бактериальные и вирусные инфекции, цитокины, повышают экспрессию в CD48 в некоторых из перечисленных типов клеток.

## Функции
CD48 является ко-стимуляторной молекулой для многих типов клеток. Например, этот белок совместно с CD40 активирует B-лимфоциты, вызывая их пролиферацию, дифференцировку и/или выделение иммуноглобулинов.

## Роль в развитии заболеваний
CD48 может быть биомаркером аллергических или инфекционных заболеваний. Так количество CD48 повышено в моноцитах, нейтрофилах и лимфоцитах при инфекционных заболеваниях и в эозинофилах — при аллергических.